# Nazionale femminile di pallavolo della Slovacchia
La nazionale femminile di pallavolo della Slovacchia è una squadra europea composta dalle migliori giocatrici di pallavolo della Slovacchia ed è posta sotto l'egida della Federazione pallavolistica della Slovacchia.

## Rosa
Segue la rosa delle giocatrici convocate per l'European Golden League 2024.
| N° | Nome                 | Ruolo | Data di nascita  | Squadra                    |
| -- | -------------------- | ----- | ---------------- | -------------------------- |
| 3  | Simona Jelínková     | S     | 20 novembre 2001 | Královo Pole               |
| 4  | Lucia Herdová        | S     | 20 febbraio 2000 | Dukla Liberec              |
| 6  | Karin Palgutová      | S     | 12 febbraio 1993 | Levallois Paris            |
| 9  | Ema Smiešková        | C     | 3 gennaio 2003   | -                          |
| 10 | Nina Boledovičová    | C     | 16 maggio 2004   | Florida SouthWestern State |
| 11 | Skarleta Jančová     | L     | 16 gennaio 1997  | CSM Constanța              |
| 12 | Lucia Sedláčková     | P     | 7 giugno 1999    | -                          |
| 14 | Tereza Hrušecká      | C     | 2 luglio 2002    | Královo Pole               |
| 15 | Karolína Fričová     | S     | 29 aprile 2000   | Vasas                      |
| 16 | Anna Kohútová        | P     | 10 aprile 2003   | VKP Bratislava             |
| 18 | Karin Šunderlíková   | O     | 17 luglio 1999   | Prostějov                  |
| 19 | Katarína Körmendyová | C     | 25 aprile 1999   | Královo Pole               |
| 20 | Zuzana Šepeľová      | S     | 24 novembre 1999 | Tchalou                    |
| 22 | Ema Magdinová        | L     | 4 gennaio 1999   | Slávia Bratislava          |

## Risultati

### Competizioni CEV
| 1949 | non esistente   | -            |
| 1950 | non esistente   | -            |
| 1951 | non esistente   | -            |
| 1955 | non esistente   | -            |
| 1958 | non esistente   | -            |
| 1963 | non esistente   | -            |
| 1967 | non esistente   | -            |
| 1971 | non esistente   | -            |
| 1975 | non esistente   | -            |
| 1977 | non esistente   | -            |
| 1979 | non esistente   | -            |
| 1981 | non esistente   | -            |
| 1983 | non esistente   | -            |
| 1985 | non esistente   | -            |
| 1987 | non esistente   | -            |
| 1989 | non esistente   | -            |
| 1991 | non esistente   | -            |
| 1993 | non esistente   | -            |
| 1995 | non qualificata | -            |
| 1997 | non qualificata | -            |
| 1999 | non qualificata | -            |
| 2001 | non qualificata | -            |
| 2003 | 12º posto       | Convocazioni |
| 2005 | non qualificata | -            |
| 2007 | 13º posto       | Convocazioni |
| 2009 | 13º posto       | Convocazioni |
| 2011 | non qualificata | -            |
| 2013 | non qualificata | -            |
| 2015 | non qualificata | -            |
| 2015 | non qualificata | -            |
| 2019 | 12º posto       | Convocazioni |
| 2021 | 17º posto       | Convocazioni |
| 2023 | 10º posto       | Convocazioni |

| 2009 | non qualificata | -            |
| 2010 | non qualificata | -            |
| 2011 | non qualificata | -            |
| 2012 | non qualificata | -            |
| 2013 | non qualificata | -            |
| 2014 | non qualificata | -            |
| 2015 | non qualificata | -            |
| 2016 | 2º posto        | Convocazioni |
| 2017 | 3º posto        | Convocazioni |
| 2018 | 9º posto        | Convocazioni |
| 2019 | 7º posto        | Convocazioni |
| 2021 | 5º posto        | Convocazioni |
| 2022 | 9º posto        | Convocazioni |
| 2023 | 6º posto        | Convocazioni |
| 2024 | 7º posto        | Convocazioni |
| 2025 | 6º posto        | Convocazioni |